# Metaphone
Metaphone ist ein phonetischer Algorithmus zur Indizierung von Wörtern und Phrasen nach ihrem Klang in der englischen Sprache.
Metaphone wurde von Lawrence Philips als Antwort zu der sehr groben Unterscheidbarkeit des Soundex-Algorithmus entwickelt. Er ist genauer als Soundex, weil er sich stärker an der englischen Aussprache orientiert. Im Gegensatz zu Soundex, bei dem Wörter zeichenweise kodiert werden, ist beim Metaphone-Verfahren die Codierung von Zeichenketten und deren Position innerhalb eines Wortes abhängig. Der Metaphone-Algorithmus erzeugt Codes variabler Länge, die bei ähnlichklingenden Wörtern (Homöophonen) oder Phrasen identisch sind.
Metaphone ist als eingebaute Funktion in einer Reihe von Systemen implementiert, einschließlich neuerer Versionen von PHP.
Lawrence Philips entwickelte später mit Double Metaphone eine verbesserte Variante mit genaueren Ergebnissen.
Siehe auch: Kölner Phonetik, Soundex

## Metaphone Implementationen
- Brazilian Portuguese in C Metaphone für Brasilianisches Portugiesisch, in C mit Portierung nach PHP und PostgreSQL.
- Brasilianische Portugiesisch in Java
- Spanischer Metaphone in Python
- Double Metaphone Algorithmus für Bangla
- Double Metaphone Algorithmus für Amharic
- Russischer Metaphone in Ruby.
- Metaphone 3 für Spanisch und Deutsch
- Double Metaphone und Metaphone in JavaScript